# Danilo Zanna
Danilo Zanna (* 15. April 1982 in Prato) ist ein italienisch-türkischer Koch, Fernsehkoch, Gastronom und Fernsehmoderator. Seit 2019 ist er Juror in der Sendung MasterChef Türkiye.

## Leben und Karriere
Zanna wurde am 15. April 1982 in Prato geboren. Er lernte das Kochen bei seiner Familie, die ein Restaurant besaß. Zudem interessierte sich Zanna für die türkische Küche. Er wanderte von Italien in die Türkei aus, weil er eine Karriere in diesem Bereich anstrebte. Nachdem er sich in der Türkei niedergelassen hatte, eröffnete er ein Restaurant mit italienischen und türkischen Spezialitäten. Später nahm er an Fernsehprogrammen teil, seine erste Teilnahme war in einer Sendung namens Zahide ile Hayata Yetiş.
Bekannt wurde Zanna mit seiner eigenen Sendung İtalyan İşi. Nachdem seine Sendung eingestellt worden war, trat er in Elin Oğlu und Lezzetin Şarkısı auf. Seit 2019 ist er Juror von Masterchef Türkiye, welches auf TV8 ausgestrahlt wird. 2012 heiratete er Tuğçe Demirbilek. Das Paar ließ sich am 15. Dezember 2021 scheiden. Am 10. Januar 2022 eröffnete er ein weiteres Restaurant in Izmir. Er moderiert seit 2021 auch die türkische Version von MasterChef Junior, welches auf Exxen ausgestrahlt wird.

## Fernsehen
Schauspiel
- 2016: Görümce
- 2019: Çat Kapı Aşk

Moderation
- 2014: İtalyan İşi, Planet Muftak
- seit 2021: MasterChef Junior, Exxen

Jurymitglied
- seit 2019: MasterChef Türkiye, TV8